# Тэрада, Такуя
Такуя Тэрада (яп. 寺田拓哉 Тэрада Такуя, род. 18 марта 1992 года) — японский актёр, певец и модель. Бывший участник южнокорейского бойбенда Cross Gene. Известен также своим участием в южнокорейском развлекательном телешоу телеканала JTBC, «Ненормальный саммит».

## Биография

### Ранняя жизнь
Такуя Тэрада родился 18 марта 1992 года в Мории, Ибараки, Япония.
В 2008 году Такуя принял участие в 21-м Junon Superboy Contest. После выхода в финал, Такуя был удостоен специального приза жюри. Такуя подписал контракт с японским развлекательным лейблом Amuse, Inc. и снялся в нескольких постановках Amuse, включая японскую дораму «Знак» и сценический мюзикл «Чёрное и Белое». В 2010 году Такуя перешёл в корейский дочерний лейбл Amuse Korea, чтобы присоединиться к Project A (позже названному Cross Gene), мужская азиатская поп-группа, состоящая из участников из разных стран Восточной Азии.

### 2012: Дебют в K-Pop
Такуя дебютировал в качестве айдола в мужской группе Cross Gene 7 июня 2012 года в качестве лидера и вокалиста группы. Он известен как «Великолепный Джин». Позже Такуя участвовал и продвигал роли в кино, в том числе в фильме лайв-экшн «Любовь и я! Люби меня!» в котором он сыграл второстепенную роль Кирюуин Рю вместе с Карамом из K-pop группы DGNA/The Boss. Такуя дебютировал во второй раз в Японии, на этот раз как поп-идол в составе Cross Gene 13 марта 2013 года, выпустив первый японский сингл группы «Shooting Star». Во время концерта Cross Gene Cross U в Японии Такуя сообщил, что отказался от роли лидера в Cross Gene.
В начале 2014 года Такуя принял участие в съемках проектного фильма Cross Gene «Зедд», в котором он сыграл роль XI. После продвижения с Cross Gene для его первого корейского возвращения, Такуя присоединился к корейскому развлекательному телешоу «Ненормальный саммит» на телеканале JTBC в качестве представителя Японии. Такуя был хорошо принят корейской публикой и получил прозвище Мистер Стройные руки (섬섬옥수) за свои привлекательные руки. С внезапной популярностью шоу Такуя также испытал рост популярности. В ноябре Такуя был ведущим на красной дорожке Melon Music Awards. Такуя также снялся в музыкальном клипе для Starship Entertainment Коллаборация Хёрин x Джуён «Erase». 5 декабря Такуя был награждён премией International Exchange Daesang на Korean Hallyu Awards в знак признания его стремления внести свой вклад в развитие корейской культуры и делиться ею как через его положение в качестве члена Cross Gene, так и в качестве участника дискуссии на корейском развлекательном шоу «Ненормальный саммит». 2015 году Такуя появился в драме телеканала Mnet «Сожители» в роли «Такуи». Он появлялся в фильмах и дорамах в Японии, но в этой дораме дебютировал в Корее.
В 2017 году Такуя был выбран факелоносцем Зимних Олимпийских игр 2018 года в Пхёнчхане и 14 ноября пробежал в районе Масан, расположенном в Чханвоне, в качестве 57-го факелоносца. 10 декабря 2018 года Такуя объявил о своем уходе из Cross Gene, после истечения его контракта с Amuse Korea. Впоследствии он подписал контракт с новым лейблом.

## Фильмография

### Телевидение
| Год  | Название             | Телеканал                 | Роль         | Примечания                                                                 |
| ---- | -------------------- | ------------------------- | ------------ | -------------------------------------------------------------------------- |
| 2011 | «Знак»               | MBS                       | Тоби Ибараки | Главная роль                                                               |
| 2012 | «Успеть за 60 минут» | MBS                       | Такао Кусуно | Главная роль                                                               |
| 2015 | «Сожители»           | Mnet                      | Такуя        | Главная роль                                                               |
| 2018 | «По воле случая»     | Rakuten TV/iQiyi/Naver TV | Такэси Аида  | Главная роль Веб-дорама в Японии, Континентальном Китае и Республики Корее |

### Фильм
| Год  | Название                            | Роль         | Примечания   |
| ---- | ----------------------------------- | ------------ | ------------ |
| 2012 | «Любовь и я! Люби меня!»            | Рю Кирюуин   | Главная роль |
| 2012 | «Успеть за 60 минут: Игра окончена» | Такао Кусуно | Главная роль |
| 2014 | «Зедд»                              | Си           | Главная роль |
| 2016 | «Неразделенная любовь»              | Хадзимэ      | Главная роль |
| 2022 | «Дедушка» (Короткометражный фильм)  | Нацуо        | Главная роль |

### Театр и Мьюзикл
| Год  | Название                                                    | Роль    |
| ---- | ----------------------------------------------------------- | ------- |
| 2010 | «Чёрное и Белое»                                            | Ангел   |
| 2016 | «Тёмный Дворецкий: Цирк „Ноев ковчег“„                      | Агни    |
| 2017 | “Алтарные мальчишки„                                        | Абрахам |
| 2018 | Мой ведущий чан REBORN ~ Колдовство! Издание Осака Минами ~ | Ayaka   |
| 2018 | “Алтарные мальчишки„                                        | Абрахам |

### Варьете
| Год       | Название                                  | Телеканал  | Роль                | Примечания                                      |
| --------- | ----------------------------------------- | ---------- | ------------------- | ----------------------------------------------- |
| 2014-2015 | “Ненормальный саммит„                     | JTBC       | Постоянный участник | 1-52 эпизод                                     |
| 2015      | “Пара, созданная на небесах. Возвращение„ | MBC Every1 | Участник            | 1-3 эпизод                                      |
| 2015      | “Дом моего друга„                         | JTBC       | Участник            | 7-я (Австралия) и 10-я поездка (Новая Зеландия) |
| 2015      | “Конте и город„                           | tvN        | Камео               | 3 эпизод                                        |
| 2016      | “Война Призывателей: Завоеватели„         | OGN        | Постоянный участник | 1, 2 сезон                                      |
| 2017      | “Ян Се Чан 10„                            | JTBC2      | Ведущий             | 2 сезон совместно с Ян Се Чан и Син Вон Хо      |
| 2017      | “ДжейДжей Странник„                       | Glance TV  | Ведущий             | 25 эпизод                                       |
| 2018      | “Токийский Экспресс Такуии„               | Channel J  | Ведущий             | 1-5 эпизод                                      |
| 2019      | “Лучший певец в маске„                    | MBC        | Участник            | 207 эпизод                                      |
| 2019      | “Дэхан Иностранец„                        | MBC Every1 | Участник            | 35, 38 эпизод                                   |
| 2020      | “Изолированный рай„                       | KBS2       | Участник            | 5 эпизод                                        |
| 2021      | “Кубок силы Халлю„                        | ABC Japan  | Участник в составе  | совместно с Ким Джэджуном                       |
| 2022      | “Обсуждение кухни„                        | JTBC       | Постоянный участник | 1 эпизод-                                       |
| 2022      | “Любое тело может танцевать»              | Mnet       | Постоянный участник | 1 эпизод- Финал серии                           |

## Награды и номинации

### ЮНОН Конкурс супермальчиков
| Номер | Год  | Номинируемая работа | Категория             | Результат |
| ----- | ---- | ------------------- | --------------------- | --------- |
| 21-й  | 2008 | н/д                 | Специальный приз жюри | Победа    |

### Корейская премия Халлю
| Номер | Год  | Номинируемая работа   | Категория                   | Результат |
| ----- | ---- | --------------------- | --------------------------- | --------- |
| 4-й   | 2014 | «Ненормальный саммит» | Международная биржа Daesang | Победа    |